# Demis Nikolaidis
Themistoklis "Demis" Nikolaidis, řecky Θεμιστοκλής "Ντέμης" Νικολαΐδης (* 17. září 1973, Gießen) je bývalý řecký fotbalista narozený na území Západního Německa. Nastupoval většinou na postu útočníka.
S řeckou reprezentací vyhrál mistrovství Evropy roku 2004. V národním mužstvu hrál v letech 1995–2004 a odehrál 54 zápasů, v nichž vstřelil 17 gólů.
S AEK Athény třikrát získal řecký pohár (1997, 2000, 2002).
Třikrát byl vyhlášen nejlepším hráčem řecké ligy (1997, 1998, 2002). V sezóně 1998/99 byl s 22 brankami i nejlepším střelcem řecké nejvyšší soutěže.
V letech 2004–2008 byl prezidentem klubu AEK Athény.